# Liste der Abkürzungen antiker Autoren und Werktitel/X
| Abk. Autor | Autor                | Autor | Edition                            |
|            | Abk. Werk            | Werktitel | Deutscher Titel                    |
| ---------- | -------------------- | --- | ---------------------------------- |
| Xanth.     | Xanthos der Lyder    | Xanthos der Lyder |                                    |
| Xen.       | Xenophon             | Xenophon |                                    |
|            | Ag.                  | Agesilaos |                                    |
|            | an.                  | anabasis Ἀνάβασις (Anábasis)                                                                                                  | Anabasis                           |
|            | apol.apologia        | Apologie |                                    |
|            | Ath. pol.            | Athenaion politeia | Über die Staatseinkünfte           |
|            | cyr. (Kyr.)          | Cyropaedia Κύρου παιδεία (Kýrou paideía)                                                                                      | Die Erziehung des Kyros            |
|            | equ. rat.            | de equitandi ratione περὶ ἱππικῆς                                                                                             |                                    |
|            | equ. mag.            | de equitum magistro |                                    |
|            | hell.                | Hellenica Ἑλληνικά (Hellēniká)                                                                                                | Geschichte Griechenlands           |
|            | Hier.                | Hieron |                                    |
|            | hipp.                | hipparchikos | Über die Aufgaben des Reitobersten |
|            | hist. Gr.            | historia Graeca (Hellenica)                                                                                                   | Griechische Geschichte             |
|            | kyn.                 | kynegetikos | Über die Jagd                      |
|            | Lak. pol.            | Lakedaimonion politeia | Das Staatswesen der Lakedämonier   |
|            | mem. (apomn.)        | memorabilia Ἀποµνηµονεύµατα Σωκράτους (Apomnēmoneúmata Sōkrátous)                                                             | Denkwürdigkeiten                   |
|            | oec. (oik.)          | oeconomicus (oikonomikos) | Von der Hauswirtschaft             |
|            | rep. Ath.            | respublica Atheniensium | (s. Ath. pol.)                     |
|            | rep. Lac.            | respublica Lacedaemoniorum | (s. Lak. pol.)                     |
|            | symp.                | symposium Συµπόσιον (Sympósion)                                                                                               |                                    |
|            | vect.                | de vectigalibus πόροι |                                    |
| Xen. Eph.  | Xenophon von Ephesos | Xenophon von Ephesos |                                    |
|            | Ephes.               | Ephesiaca de amoribus Anthiae et Abrocomae Τὰ κατ’ Ἀνθείαν καὶ Ἁβροκόµην Ἐφεσιακά (Tà kat’ Antheían kaì Habrokómēn Ephesiaká) |                                    |
| Xenag.     | Xenagoras            | Xenagoras |                                    |
| Xenophan.  | Xenophanes           | Xenophanes |                                    |
| Xiph.      | Xiphilinos           | Xiphilinos |                                    |

| Legende zu den Farben der Autoreneinträge | Legende zu den Farben der Autoreneinträge | Legende zu den Farben der Autoreneinträge | Legende zu den Farben der Autoreneinträge                                                      |
| ----------------------------------------- | ----------------------------------------- | ----------------------------------------- | ---------------------------------------------------------------------------------------------- |
|                                           | Autor                                     | Autor                                     | Autorenabkürzung                                                                               |
| SW                                        | Sammelwerk                                | Sammelwerk                                | Sammlung oder Sammelwerk (sowohl moderne als auch antike)                                      |
| AN                                        | Anonym                                    | Anonym                                    | Schrift eines einzelnen, unbekannten Autors                                                    |
| BS                                        | Biblische Schrift                         | Biblische Schrift                         | Schrift des AT oder NT (auch Apokryphen)                                                       |
| RS                                        | Rabbinische Schrift                       | Rabbinische Schrift                       | Mischna, Talmud und sonstige hebräische, nichtbiblische Schrift                                |
| X                                         | Sonstiges                                 | Sonstiges                                 | Abkürzung von Lexikon, Referenz- oder Nachschlagewerk, Schriftreihe etc.; allgemeine Abkürzung |